# Lekkoatletyka na Letnich Igrzyskach Olimpijskich 1948 – bieg na 200 m mężczyzn

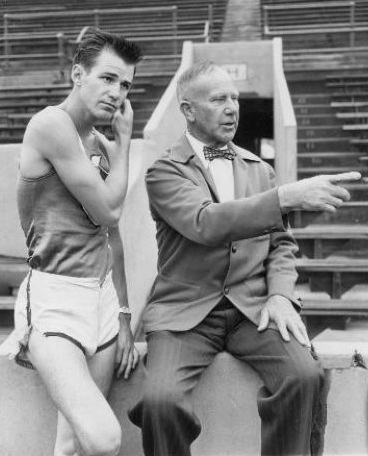
Zdobywca złotego medalu Mel Patton z trenerem

Bieg na dystansie 200 metrów mężczyzn był jedną z konkurencji lekkoatletycznych rozgrywanych podczas XIV Igrzysk Olimpijskich w Londynie. Biegi eliminacyjne i ćwierćfinałowe rozegrane zostały 2 sierpnia 1948 roku, zaś biegi półfinałowe i finał – 3 sierpnia 1948 roku. Mistrzem olimpijskim w tej konkurencji został Amerykanin Mel Patton. W rywalizacji wzięło udział 51 biegaczy z 28 reprezentacji.
Patton wydawał się pewnym kandydatem do złota na 100 metrów. Tymczasem zajął on dopiero piąte miejsce, a w przypadku biegu na 200 metrów Amerykanin nie należał do faworytów – nigdy nie został mistrzem Stanów Zjednoczonych na 200 metrów czy 220 jardów. Dodatkowo za rywala miał amatorskiego mistrza kraju z lat 1946-1947, Barneya Ewella. W finale Ewell zaczął najszybciej i na wyjściu z wirażu prowadził, lecz na prostej Patton zdołał go dogonić i wygrać bieg rzutem na taśmę. Trzecie miejsce zajął Panamczyk Lloyd La Beach, dla którego był to drugi brąz na tych Igrzyskach, po medalu na 100 metrów. Jednym z kandydatów do złota był mistrz Europy z Oslo z 1946 roku, Nikołaj Karakułow, lecz nie wziął on udziału w zawodach z powodu absencji reprezentacji Związku Radzieckiego.

## Eliminacje
Bieg 1
| Miejsce | Zawodnik       | Czas  | Uwagi |
| ------- | -------------- | ----- | ----- |
| 1       | Herb McKenley  | 21,3  | Q     |
| 2       | Edward Haggis  | 22,2  | Q     |
| 3       | Haukur Clausen | 22,2  |       |
| 4       | Stanley Lines  | b. d. |       |

Bieg 2
| Miejsce | Zawodnik          | Czas  | Uwagi |
| ------- | ----------------- | ----- | ----- |
| 1       | Paul Vallé        | 22,3  | Q     |
| 2       | John De Saram     | 23,1  | Q     |
| 3       | Bernabe Lovina    | 23,2  |       |
| 4       | Stefanos Petrakis | b. d. |       |

Bieg 3
| Miejsce | Zawodnik      | Czas | Uwagi |
| ------- | ------------- | ---- | ----- |
| 1       | Rafael Fortún | 21,9 | Q     |
| 2       | Dennis Shore  | 22,1 | Q     |
| 3       | Nuno Morais   | 22,6 |       |

Bieg 4
| Miejsce | Zawodnik          | Czas  | Uwagi |
| ------- | ----------------- | ----- | ----- |
| 1       | Barney Ewell      | 21,6  | Q     |
| 2       | Abram van Heerden | 21,8  | Q     |
| 3       | Angel García      | 22,2  |       |
| 4       | Fernand Linssen   | b. d. |       |
| 5       | Florentus Dill    | b. d. |       |
| 6       | Ali Salman        | b. d. |       |

Bieg 5
| Miejsce | Zawodnik       | Czas | Uwagi |
| ------- | -------------- | ---- | ----- |
| 1       | Julien Lebas   | 22,0 | Q     |
| 2       | Rosalvo Ramos  | 22,2 | Q     |
| 3       | Basil McKenzie | 22,4 |       |

Bieg 6
| Miejsce | Zawodnik        | Czas  | Uwagi |
| ------- | --------------- | ----- | ----- |
| 1       | Mel Patton      | 21,6  | Q     |
| 2       | Leslie Laing    | 21,8  | Q     |
| 3       | Guillermo Geary | 23,0  |       |
| 4       | Duncan White    | b. d. |       |

Bieg 7
| Miejsce | Zawodnik            | Czas  | Uwagi |
| ------- | ------------------- | ----- | ----- |
| 1       | Gerardo Bönnhoff    | 22,2  | Q     |
| 2       | John Fairgrieve     | 22,2  | Q     |
| 3       | Raúl Mazorra        | 23,0  |       |
| 4       | Kemal Aksur         | b. d. |       |
| 5       | Guillermo Rodríguez | b. d. |       |

Bieg 8
| Miejsce | Zawodnik          | Czas  | Uwagi |
| ------- | ----------------- | ----- | ----- |
| 1       | Clifford Bourland | 21,3  | Q     |
| 2       | Aroldo da Silva   | 21,9  | Q     |
| 3       | Georgie Lewis     | 22,4  |       |
| 4       | Walter Pérez      | b. d. |       |
| 5       | Peter Bloch       | b. d. |       |

Bieg 9
| Miejsce | Zawodnik      | Czas  | Uwagi |
| ------- | ------------- | ----- | ----- |
| 1       | John Treloar  | 21,7  | Q     |
| 2       | Sharif Butt   | 22,8  | Q     |
| 3       | Raşit Öztaş   | 23,0  |       |
| 4       | Perry Johnson | b. d. |       |

Bieg 10
| Miejsce | Zawodnik              | Czas  | Uwagi |
| ------- | --------------------- | ----- | ----- |
| 1       | Alastair McCorquodale | 22,3  | Q     |
| 2       | Santiago Ferrando     | 22,5  | Q     |
| 3       | Fernand Bourgaux      | 22,9  |       |
| 4       | Étienne Bally         | b. d. |       |

Bieg 11
| Miejsce | Zawodnik      | Czas  | Uwagi |
| ------- | ------------- | ----- | ----- |
| 1       | Juan López    | 22,1  | Q     |
| 2       | Ivan Hausen   | 22,2  | Q     |
| 3       | Gabe Scholten | 22,2  |       |
| 4       | Maung Sein Pe | b. d. |       |

Bieg 12
| Miejsce | Zawodnik       | Czas  | Uwagi |
| ------- | -------------- | ----- | ----- |
| 1       | Lloyd La Beach | 21,4  | Q     |
| 2       | Jan Lammers    | 22,0  | Q     |
| 3       | Donald Pettie  | 22,0  |       |
| 4       | Mario Fayos    | b. d. |       |
| 5       | Joseph Stéphan | b. d. |       |

## Ćwierćfinały
Bieg 1
| Miejsce | Zawodnik      | Czas  | Uwagi |
| ------- | ------------- | ----- | ----- |
| 1       | Herb McKenley | 21,3  | Q     |
| 2       | Barney Ewell  | 21,8  | Q     |
| 3       | Paul Vallé    | 22,1  | Q     |
| 4       | Jan Lammers   | b. d. |       |
| 5       | Julien Lebas  | b. d. |       |
| 6       | Rosalvo Ramos | b. d. |       |

Bieg 2
| Miejsce | Zawodnik          | Czas  | Uwagi |
| ------- | ----------------- | ----- | ----- |
| 1       | Clifford Bourland | 21,3  | Q     |
| 2       | John Treloar      | 21,5  | Q     |
| 3       | Aroldo da Silva   | 22,0  | Q     |
| 4       | Gerardo Bönnhoff  | b. d. |       |
| 5       | Dennis Shore      | b. d. |       |
| 6       | John De Saram     | b. d. |       |

Bieg 3
| Miejsce | Zawodnik          | Czas  | Uwagi |
| ------- | ----------------- | ----- | ----- |
| 1       | Lloyd La Beach    | 21,7  | Q     |
| 2       | Leslie Laing      | 21,8  | Q     |
| 3       | Abram van Heerden | 22,9  | Q     |
| 4       | John Fairgrieve   | b. d. |       |
| 5       | Santiago Ferrando | b. d. |       |
| -       | Juan López        | DNS   |       |

Bieg 4
| Miejsce | Zawodnik              | Czas  | Uwagi |
| ------- | --------------------- | ----- | ----- |
| 1       | Mel Patton            | 21,4  | Q     |
| 2       | Alastair McCorquodale | 21,8  | Q     |
| 3       | Rafael Fortún         | 22,0  | Q     |
| 4       | Ivan Hausen           | 22,3  |       |
| 5       | Edward Haggis         | b. d. |       |
| 6       | Sharif Butt           | b. d. |       |

## Półfinały
Bieg 1
| Miejsce | Zawodnik          | Czas  | Uwagi |
| ------- | ----------------- | ----- | ----- |
| 1       | Herb McKenley     | 21,4  | Q     |
| 2       | Mel Patton        | 21,6  | Q     |
| 3       | Barney Ewell      | 21,8  | Q     |
| 4       | Aroldo da Silva   | b. d. |       |
| 5       | Abram van Heerden | b. d. |       |
| 6       | Paul Vallé        | b. d. |       |

Bieg 2
| Miejsce | Zawodnik              | Czas  | Uwagi |
| ------- | --------------------- | ----- | ----- |
| 1       | Clifford Bourland     | 21,5  | Q     |
| 2       | Lloyd La Beach        | 21,6  | Q     |
| 3       | Leslie Laing          | 21,6  | Q     |
| 4       | John Treloar          | b. d. |       |
| 5       | Alastair McCorquodale | b. d. |       |
| 6       | Rafael Fortún         | b. d. |       |

## Finał
| Place | Athlete           | Time |
| ----- | ----------------- | ---- |
| 1     | Mel Patton        | 21,1 |
| 2     | Barney Ewell      | 21,1 |
| 3     | Lloyd La Beach    | 21,2 |
| 4     | Herb McKenley     | 21,3 |
| 5     | Clifford Bourland | 21,3 |
| 6     | Leslie Laing      | 21,8 |